# Nandesari
Nandesari è una città dell'India di 7.259 abitanti, situata nel distretto di Vadodara, nello stato federato del Gujarat. In base al numero di abitanti la città rientra nella classe V (da 5.000 a 9.999 persone).

## Geografia fisica
La città è situata a 22° 24' 59 N e 73° 05' 13 E.

## Società

### Evoluzione demografica
Al censimento del 2001 la popolazione di Nandesari assommava a 7.259 persone, delle quali 3.877 maschi e 3.382 femmine. I bambini di età inferiore o uguale ai sei anni assommavano a 963, dei quali 546 maschi e 417 femmine. Infine, coloro che erano in grado di saper almeno leggere e scrivere erano 5.200, dei quali 3.093 maschi e 2.107 femmine.